# 고등공민학교
고등공민학교(高等公民學校)는 공민학교나 초등학교를 졸업한 후 중학교에 진학하지 못한 자 중 나이가 취학에 적합하지 않은 자를 위해 중학교 교육 과정을 실시하는 학교이다. 수업 연한은 1~3년이다.

## 같이 보기
- 공민학교
- 고등기술학교
- 대한민국의 초등학교
- 대한민국의 중학교
- 대한민국의 고등학교